# جون هاموند (مدرب كرة سلة)
جون هاموند (بالإنجليزية: John Hammond)‏ هو مدرب كرة سلة أمريكي، ولد في 19 يوليو 1954 في زيون في الولايات المتحدة.